# ميشيل فيوروني
ميشيل فيوروني (بالإيطالية: Michele Fioroni)‏ مواليد 16 فبراير 1965 في بيروجيا، هو لاعب كرة مضرب إيطالي سابق وكان يلعب باليد اليمنى. أعلى تصنيف له في الفردي كان المركز الـ 205 في سنة 1988. أعلى تصنيف له في الزوجي كان المركز الـ 190 في سنة 1988. سبق أن شارك في دورة الألعاب الأولمبية الصيفية.

## روابط خارجية
- ميشيل فيوروني على موقع رابطة محترفي التنس (الإنجليزية)
- ميشيل فيوروني على موقع الاتحاد الدولي لكرة المضرب (الإنجليزية)
- ميشيل فيوروني على موقع خلاصة التنس.كوم (الإنجليزية)
- ميشيل فيوروني على موقع أوليمبيديا (الإنجليزية)